# 理查德·哈密顿
理查德·斯特賴特·哈密顿（英語：Richard Streit Hamilton，1943年1月10日—2024年9月29日），美国数学家，哥倫比亞大學教授。

## 经历
哈密顿畢業於耶魯大學並於普林斯頓大學取得博士學位，指導教授為Robert Gunning。哈密顿曾任教於加州大學爾灣分校、聖地牙哥加利福尼亞大學、康乃爾大學、哥倫比亞大學。
哈密顿主要的數學貢獻領域包含微分幾何，特別是在幾何分析。最為人所知的是他提出了里奇流（Ricci flow）並提議了研究計畫，由格里戈里·佩雷尔曼證明了威廉·瑟斯顿几何化猜想及庞加莱猜想並於2006年獲菲爾茲獎，但拒絕受獎。
哈密顿曾於1996年獲得奥斯瓦尔德·维布伦几何学奖；2003年獲得Clay Research Award。他分別於於1999、2003年獲選成為美国国家科学院、美国文理科学院院士。他也於2009因開創性貢獻獲得美國數學學會Leroy P. Steele Prize
於2010年3月18日，格里戈里·佩雷尔曼因為證明庞加莱猜想而成為美國克雷数学研究所設立的千禧年大奖的首位得主。但他於2010年7月1日拒絕受獎，由于他認為哈密顿的貢獻更為重要。
於2011年6月哈密顿與季米特里奥斯·赫里斯托祖卢共同獲得邵逸夫獎，獎金100萬美元。
哈密顿于2024年9月29日去世，享年81岁。

## 著作
- Hamilton, Richard S., , Journal of Differential Geometry, 1982, 17 (2): 255–306  [2022-01-16], ISSN 0022-040X, MR 0664497, （原始内容存档于2021-02-24）
- Hamilton, Richard S., , Journal of Differential Geometry, 1984, 24 (2): 153–179  [2019-01-02], MR 0862046, （原始内容存档于2020-11-05）
- Hamilton, Richard S., , Journal of Differential Geometry, 1993, 37 (1): 225–243  [2019-01-02], MR 1198607, doi:10.4310/jdg/1214453430, （原始内容存档于2020-12-12）
- Hamilton, Richard S., , American Journal of Mathematics, 1995, 117 (3): 545–572, JSTOR 2375080, MR 1333936, doi:10.2307/2375080
- Hamilton, Richard S., , Surveys in Differential Geometry, 1995, 2: 7–136  [2019-01-02], MR 1375255, （原始内容存档于2019-01-27）
- Hamilton, Richard S.,  (PDF), Communications in Analysis and Geometry, 1997, 5 (1): 1–92  [2019-01-02], MR 1456308, doi:10.4310/CAG.1997.v5.n1.a1, （原始内容存档 (PDF)于2020-06-07）
- Hamilton, Richard S.,  (PDF), Communications in Analysis and Geometry, 1999, 7 (4): 695–729  [2019-01-02], MR 1714939, doi:10.4310/CAG.1999.v7.n4.a2, （原始内容存档 (PDF)于2020-06-07）
- Cao, Huai-Dong, , Boston: International Press, 2003, ISBN 1-57146-110-8.

## 脚注
1. ↑  $500,000 for mathematician who laid Poincaré groundwork （页面存档备份，存于）（美式英语）

## 外部連結
- Richard Hamilton在數學譜系計畫的資料。
- Richard Hamilton （页面存档备份，存于） – faculty bio at the homepage of the Department of Mathematics of Columbia University
- Richard Hamilton （页面存档备份，存于） – brief bio at the homepage of the 克雷數學研究所
- 1996 Veblen Prize citation （页面存档备份，存于）
- Lecture by Hamilton on Ricci flow （页面存档备份，存于）